# محمد مبديع
محمد مبديع (1954 - ) سياسي مغربي من مواليد مدينة الفقيه بن صالح، نائب برلماني، عضو المكتب السياسي لحزب الحركة الشعبية يرأس جماعة الفقيه بن صالح منذ أكثر من 23 سنة، وقد سبق أن تم استوزاره دون توفره على شهادة البكالوريا، وقد تم إيداعه سجن عكاشة بالدار البيضاء من قبل قاضي التحقيق بشأن "اختلاس وتبديد أموال عمومية والتزوير والرشوة والغدر واستغلال النفوذ وغيرها والمشاركة في ذلك، وتركز التحقيق أيضاً مع محمد مبديع، بشأن شواهد طبية صورية كان يدلي بها إلى الشرطة القضائية للتنصل من المتابعة".

## فساد مالي

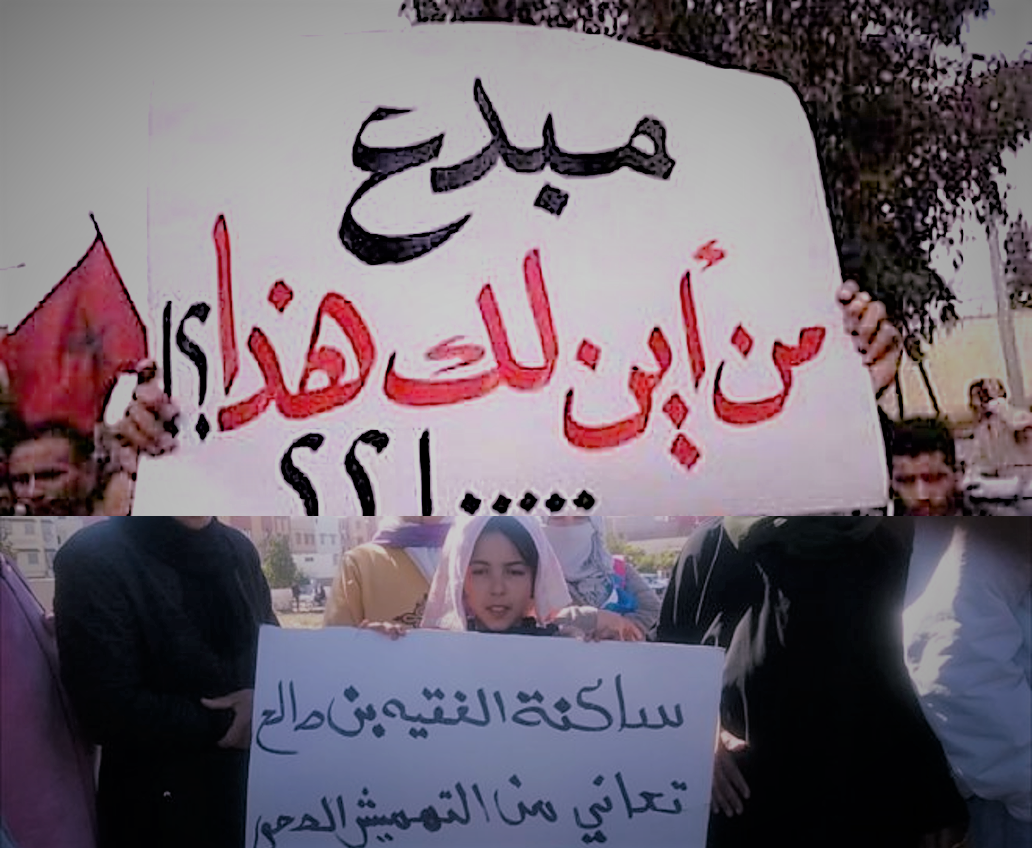
وقفة احتجاجية. لساكنة لفقيه بنصالح ترفع شعارات عن مبديع

رصدت تقارير للمفتشية العامة لوزارة الداخلية، تسجيل مجموعة من الخروقات في ملفات تهم الصفقات العمومية بمدينة الفقيه بن صالح التي يسيرها محمد مبديع؛ وهو ما وقف عليه قضاة المجلس الأعلى للحسابات و الذين سجلوا في شأنه تقرير أسود عن تسيير بلدية المدينة، كما قام وكيل العام للملك لدى المجلس الأعلى للحسابات،  برفع ملف اختلالات الوزير السابق محمد مبديع، إلى النائب العام بمحكمة النقض. بعد تقديم الجمعية المغربية لحماية المال العام، شكاية ضد محمد مبديع حول تبديد أموال عمومية، والاغتناء غير المشروع،  وخرق قانون الصفقات العمومية وعدد من الاختلالات المالية، والقانونية، والتدبيرية في بلدية الفقيه بن صالح، التي يسيرها محمد مبديع منذ 23 سنة. واستندت الجمعية ذاتها، في شكايتها، إلى تقرير المفتشية العامة لوزارة الداخلية، والذي تحدث عن خروقات، واختلالات خطيرة في صفقات تتعلق بأشغال التهيئة الحضرية، وحصص التبليط، والإنارة العمومية، داعين للتحقيق في عدم مراعاة المجلس البلدي للفقيه بنصالح لمبدأ المساواة في التعامل مع المنافسين، وصرف أزيد من 5 ملايين درهم لأشغال لم يتم إنجازها في حين كشف تقرير المجلس الأعلى للحسابات على أن محمد مبديع عندما كان وزير الوظيفة العمومية قد ضيع الملايير في دراسة وهمية.

## العرس الأسطوري
أقام محمد مبديع في 29 أكتوبر 2019 حفل زفاف باذخ لنجله آدم إلياس، فاقت ميزانيته ملياري سنتيم، احتضنه قصره بمدينة الفقيه بن صالح، انطلق الخميس وانتهى الاثنين، حيث خصص 160 طاولة، و خروف مشوي لكل طاولة، بعدما سبق و ذبح 550 غزال وخروف بهذه المناسبة أشرف على العرس أكبر الممونين الملوك ورؤساء الدول للحفلات أشرفوا على إطعام مئات المدعوين، وحضرت وجوه بارزة في عالم السياسة والرياضة والفن والاستثمار .

### إنتقادات ومطالب بالرحيل[29]
أثار الحفل الأسطوري الذي أقامه الوزير ضجة عارمة بالمغرب، حيث تسائل محتجون عن مصدر ثروته، كما تعرض محمد مبديع لحملة انتقادات واسعة من طرف مستشارين وهيئات سياسية ونقابية وحقوقية وجمعوية بمدينة الفقيه بنصالح بسبب البذخ الذي عرفه عرس ابنه وطالبت بمسائلة مبدع ورحيله، ودعت للكشف عن مصدر ثروته التي راكمها منذ توليه مسؤولية تسيير الجماعة قبل عشرين سنة، مطالبين بضرورة تدخل المجلس الأعلى للحسابات، لإفتحاص مشاريع وصفقات البلدية التي أصبحت تفوت لمقاولين من أصدقاء مبديع، دون غيرهم وخرجت احتجاجات لساكنة الفقيه بن صالح وتتهم مبديع بنٓهب مدينتهم والإغتناء في وقت قياسي .